# Sur le passage de quelques personnes à travers une assez courte unité de temps
Sur le passage de quelques personnes à travers une assez courte unité de temps és una pel·lícula francesa documental dirigida per Guy Debord, estrenada el 1959. Aquesta és la segona pel·lícula de Debord, narrada per Jean Harbois, Guy Debord i Claude Brabant amb música de Haendel.

## Argument
Pel·lícula experimental feta com un documental al revés, la càmera alterna entre plans vagues i vistes exteriors on l'evitació sistemàtica de qualsevol element "digne d'interès" (fugida de l'enquadrament tan bon punt es troba amb l'acció o un monument) crea una sensació de malestar reforçat amb comentaris de protesta, desviació d'anuncis comercials i cites clàssiques mixtes.
El so de fons que escoltem durant els crèdits prové de la tercera conferència de la Internacional Situacionista celebrada a Munic del 17 d'abril al 20 d'abril de 1959 tal com s'especifica a l'inici de la pel·lícula.